# Política de Letònia
La política de Letònia es desenvolupa en el marc d'una república democràtica representativa i parlamentària. El govern de Letònia està compost pel President, el Primer Ministre i els ministres de cartera.
El President ostenta el títol de cap d'Estat. El poder executiu és exercit pel govern. El poder legislatiu està compartit entre el govern i el Parlament, el Saeima. El poder judicial és independent del legislatiu i l'executiu.

## El sistema polític de l'Estat letó (seglexxi)

### Poder Executiu

#### La presidència
El President és elegit pel Parlament (Saeima) en mandats de quatre anys. Un President només pot ocupar el càrrec durant dos mandats com a màxim. L'elecció es realitza de forma secreta i per majoria absoluta. El President exerceix de cap d'Estat, desempenyorant una funció cerimonial com és normal en altres repúbliques parlamentàries, on el President té més influència i autoritat que poder polític.
Encara que el President és formalment el comandant en cap de les forces armades, firma tractats, representa a Letònia en l'estranger i oficialment nomena els ambaixadors, aquestes facultats estan constitucionalment subjectes a la signatura conjunta del Primer Ministre o del ministre competent, el qual és responsable d'elles. El President, tanmateix, té poder per proposar nova legislació al Parlament, vetar legislacions, convocar referéndums que versin sobre lleis i nomenar el Primer Ministre. El President també té el dret, in extremis, de convocar un referèndum per dissoldre el Parlament: si el referèndum té resultat positiu, el Parlament és dissolt, però si el resultat és negatiu, el President està obligat a dimitir.
El President actual és Andris Bērziņš, que governa el país des del 8 de juliol de 2011.

#### El govern
El Primer Ministre és nomenat pel President. Una vegada nomenat, el nou Primer Ministre escull el seu consell de ministres que ha de ser acceptat pel Parlament. El Parlament pot destituir el Primer Ministre i els seus ministres pel mig d'una moció de censura. Aquesta moció de censura també pot referir-se a un ministre en particular, cas en el qual el Primer Ministre nomenarà un substitut per al ministre cessat.
Després del seu predecessor Valdis Dombrovskis, la Primera Ministra actual és Laimdota Straujuma que va ocupar el càrrec el 22 de gener de 2014.

### Poder Legislatiu
El poder legislatiu està dividit entre el govern i el Saeima. El Parlament és unicameral i està compost de 100 escons, elegits en legislatures de quatre anys per escrutini proporcional plurinominal. Les eleccions legislatives a Letònia se celebren el primer dissabte d'octubre per mandat constitucional.
Localment, s'elegeix la composició dels ajuntaments, que estan composts entremig de 7 a 60 membres, d'acord amb la mida de la ciutat. El sistema d'elecció és el mateix que en el cas legislatiu i també per legislatures de quatre anys.

### Poder Judicial
Els nomenaments de jutges són confirmats pel Parlament i són irrevocables, llevat que hi hagi una decisió de la Junta Disciplinària Judicial o una decisió d'un tribunal criminal. Existeix un Tribunal Constitucional amb autoritat per decidir sobre la constitucionalitat de les lleis. Els seus membres han de ser confirmats per majoria absoluta en el Parlament, mitjançant vot secret.

## Les eleccions a Letònia

### Partits polítics
Els principals partits polítics de Letònia són:
- Aliança Nacional
- Centre de l'Harmonia
- Partit Popular
- Partit de la Nova Era
- Partit Verd de Letònia
- Partit Socialista Letó
- Partit Socialdemòcrata "Harmonia"
- Partit Letònia Primer
- Per la Pàtria i la Llibertat/LNNK
- Per Una Bona Letònia
- Tot per Letònia!
- Unitat
- Unió Cívica
- Unió russa de Letònia
- Unió de Verds i Agricultors
- Partit Centrista - Unió d'Agricultors Letons